# كاثرين بوزي
كاثرين بوزي (بالفرنسية: Catherine Pozzi)‏ (13 يوليو 1882، باريس في فرنسا - 3 ديسمبر 1934، باريس في فرنسا)؛ شاعرة فرنسية. درست في جامعة أوكسفورد.

## روابط خارجية
- كاثرين بوزي على موقع ميوزك برينز (الإنجليزية)
- كاثرين بوزي على موقع ديسكوغز (الإنجليزية)